# Vanessa Schaefer
Vanessa Schaefer (* 21. März 2005 in Vancouver, British Columbia) ist eine schweizerisch-kanadische Eishockeyspielerin, die auf der Position der Angreiferin spielt. Sie ist Mitglied der Schweizer Eishockeynationalmannschaft der Frauen.

## Karriere

### Vereinskarriere
Ab 2020 spielte Vanessa Schaefer für drei Jahre in der Canadian Sports School Hockey League bei der Delta Hockey Academy.
Im Sommer 2023 wechselte sie für die Saison 2023/24 zu den ZSC Lions Frauen nach Zürich in die Schweiz, wo sie in der Women’s League spielte. Das Team erreichte den Playoff-Final und siegte im vierten Match gegen den SC Bern, wobei Schaefer bei dem 3:0-Sieg das Führungstor erzielte. Die Mannschaft gewann damit den Schweizer Meistertitel.
Nach dem einjährigen Auslandaufenthalt kehrte Schaefer nach Kanada zurück und spielt seit Sommer 2024 beim Eishockeyteam UBC Thunderbirds der University of British Columbia im kanadischen Universitätssportsystem U Sports.

### Nationalmannschaft
Im Frühling 2024 erfolgte die erste Nominierung für die Schweizer Eishockeynationalmannschaft anlässlich der Eishockey-Weltmeisterschaft der Frauen in Utica, USA. Auch bei der folgenden Eishockey-Weltmeisterschaft der Frauen 2025 in Budweis war Schaefer im Aufgebot.

## Privat
Vanessa Schaefer ist die Tochter eines nach Kanada ausgewanderten Schweizers. Parallel zum Eishockeysport studiert sie Psychologie an der University of British Columbia.